# Rio Chiojdul (Telejenel)
O Rio Chiojdul é um rio da Romênia, afluente do Pârâul Cetăţii, localizado no distrito de Prahova.